# محاضرة أوسكار كلاين التذكارية
تُعقد محاضرة أوسكار كلاين التذكارية في جامعة ستوكهولم،التي يتم تخصيصها لذكرى الفيزيائي السويدي أوسكار كلاين (1894-1977)، سنويًا منذ عام 1988 من قبل فيزيائي بارز، والذي حصل أيضًا على ميدالية أوسكار كلاين . وترعى الجامعة ولجنة نوبل بالأكاديمية الملكية السويدية للعلوم هذه المحاضرة.

## قائمة المحاضرين والمتلقين للميدالية
المصدر: 
- 2020 - روي كير
- 2019 - ليزا راندال
- 2018 - ليونارد سسكيند
- 2017 - شيلدون لي جلاشو
- 2016 - كيب س. ثورن
- 2015 - راشد سنييف
- 2014 - أندرو سترومينجر
- 2013 - فرانك ويلكزك
- 2012 - خوان مالداسينا
- 2011 - جوزيف سيلك
- 2010 - أليكسي أليكساندروفيتش ستاروبنسكي
- 2009 - بيتر هيغز
- 2008 - هيلين كوين
- 2007 - غابرييل فينيزيانو
- 2006 - فياتسلاف مخانوف
- 2005 - يويتشيرو نامبو
- 2004- بيير راموند
- 2003 - ستيفن هوكينغ
- 2002- مارتن ريس
- 2001 - أندريه لينده
- 2000 - ديفيد غروس
- 1999 - جيرارت هوفت
- 1998- إدوارد ويتن
- 1997 - جيم بيبلز
- 1996 - ألكسندر بولياكوف
- 1995 - ناثان سيبرغ
- 1994 - ندوة أوسكار كلاين المئوية، 19-21 سبتمبر 1994
- 1993 - تسونغ داو لي
- 1992 - جون أرتشيبالد ويلر
- 1991- آلان غوث
- 1990 - هانز بيته
- 1989 - ستيفن واينبرغ
- 1988 - تشين نينج يانج